# Zentimeterwelle

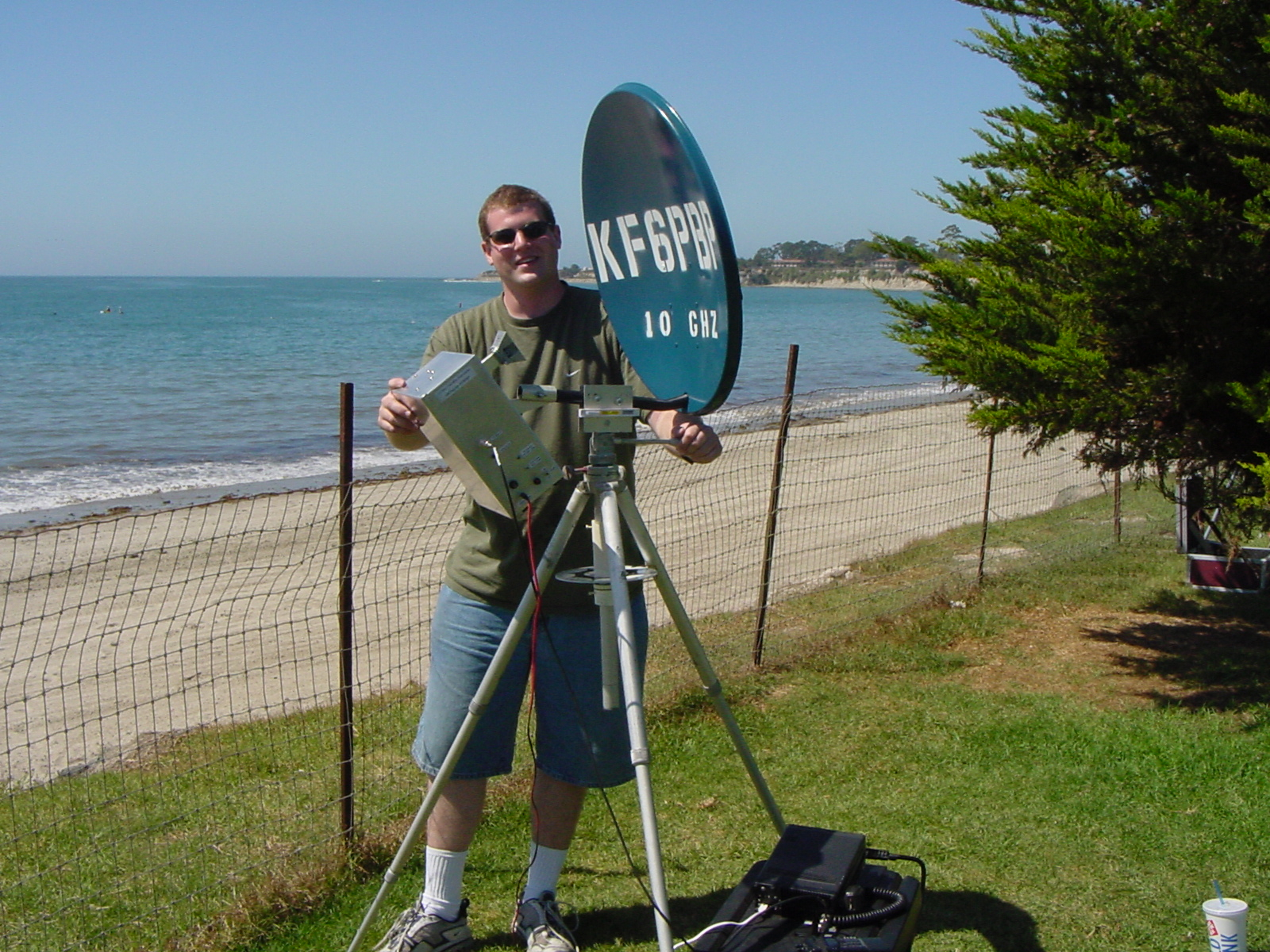
Funkamateur mit Sendeempfänger auf 10 GHz

Zentimeterwellen sind elektromagnetische Wellen mit  Wellenlänge von 10–1 cm, was einer Frequenz von ca. 3–30 Gigahertz entspricht, siehe Dezimeterwelle. Zentimeterwellen liegen damit innerhalb des Bereichs der Mikrowellen. Das Frequenzband wird auch als SHF-Band (Super High Frequency) bezeichnet.
Zentimeterwellen finden unter anderem in Funknetzwerken, Richtfunk, Radar und Satellitenrundfunk Anwendung.
Frequenzen um 2,45 GHz und 5,8 GHz werden für RFID genutzt, 